# نوريأو موراتا
نوريأُو موراتا (باليابانية: 村田 教生) (7 فبراير 1976 في آيتشي في اليابان – )؛ هو لاعب كرة قدم ياباني سابق كان يلعب كلاعب وسط.

## وصلات خارجية
- نوريأو موراتا على موقع رابطة كرة القدم اليابانية للمحترفين (اليابانية)